# Clan Sugawara

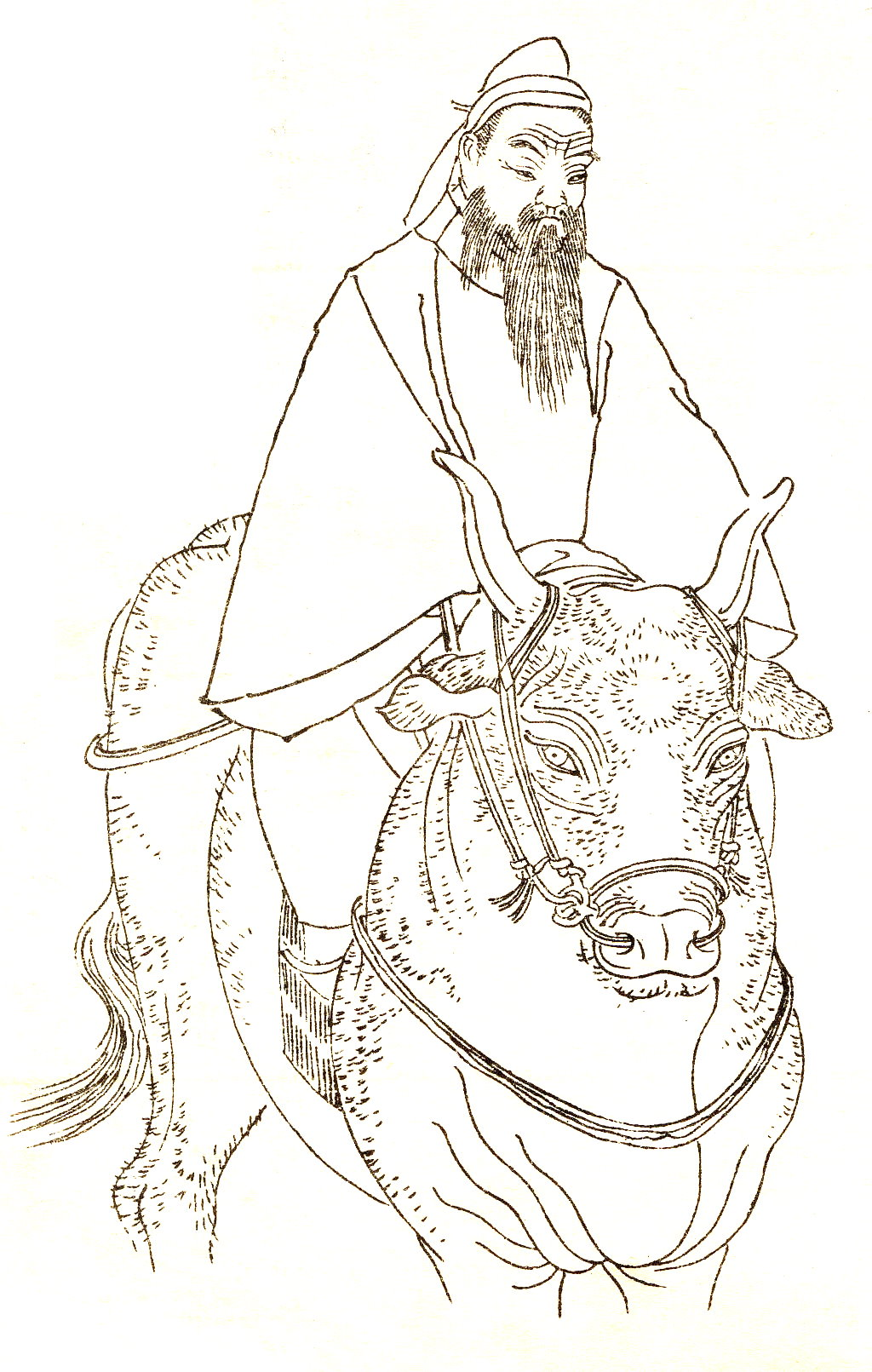
Sugawara no Kiyogimi (菅原清公, 770-842) était un courtisan et bureaucrate japonais de l'époque Heian. Ce portrait a été dessiné par Kikuchi Yosai (菊池容斎), qui était peintre au Japon.

Le clan Sugawara (菅原氏, Sugawara-uji) est une famille japonaise des époques de Nara et Heian dont les membres sont médecins, enseignants, poètes et plus rarement engagés en politique.
Le nom est créé le 25 juin 781 par l'empereur Kammu pour les membres du clan Haji (土師氏), après que Haji no Sukune Furuhito, gouverneur de la province de Tōtōmi vers la fin de l'ère Hōko (770-781), a soumis une requête en ce sens ce qui fait de lui l'ancêtre de la famille.

## Origines: le clan Haji
La requête signée en 781 par quinze membres du clan Haji pour un changement de nom et conservée par le Shoku Nihongi apporte sur l'histoire ancienne de la famille les éléments d'information suivants : l’ancêtre du clan est le kami Amenooshihomimi et son descendant à la quatorzième génération est Nomi-no-Sukune. Au temps du règne de l'empereur Suinin (traditionnellement daté de 97 av. J.-C. à 30 av. J.-C., il lui a été demandé conseil sur les rites funéraires nécessaires pour l'enterrement de l'épouse Hibasuhine. Nomi conseille de ne pas enterrer les vassaux vivants avec la maîtresse comme il est d'usage jusque-là mais, à la place, d'employer des figurines d'argile. Sous sa direction, la première faïencerie crée trois cents de ces figurines connues sous le nom de haniwa. En récompense de cette invention et pour les services rendus plus tard à l'empereur, le nom de la famille doit être modifié en « Sugiwara » qui est celui de son domicile.
Nomi no Sukune revendique en outre par sa victoire sur « Kuehaya von Yamato », l'homme supposément le plus fort du royaume, l'invention du sumo, même si ce n'est pas selon les règles contemporaines. Les découvertes archéologiques consacrées à cette période attribuent ces deux prétentions au domaine de la légende. De même, la prétendue coutume de l'enterrement vivant n'a jamais existé au Japon.
Il est sûr que les Haji sont proches des kabane Muraji et que la branche Niehaji de la famille contrôle à ses débuts l'État de la faïence des Yamatobe qui travaillent pour la cour. Les Asobibe sont spécialisés dans les funérailles et les cérémonies qui les accompagnent. L'apparition de la coutume bouddhiste de la crémation vers 700 fait peu à peu perdre de son importance à leur pratique.

## Époques de Nara et de Heian
Les chefs les plus importants des Haji soutiennent d'abord la famille Soga, mais comme celle-ci a perdu sa puissance en 645 lors de la réforme de Taika, ils se rangent du côté du vainqueur. Durant la guerre de Jinshin en 672, Haji no Umate soutient le prince Ōama, le vainqueur qui devient plus tard l'empereur Temmu. À l'occasion de la réforme des kabane en 684, le clan reçoit le titre de sukune. Sa mission est de perpétuer la lignée génétique du  Shoryo-shi, responsable de l'établissement et de l'administration des mausolées impériaux. Après 768, cette fonction est réservée aux membres de la famille impériale.
Aucun membre de la famille n'atteint avant 755 un rang de cour supérieur à celui de sous 5e grade externe. Haji no Ujikatsu, alors gouverneur temporaire de la province de Kazusa, est le premier, en 755, à être promu au véritable 5e rang, probablement pour ses services durant la construction du Todaiji. La nomination furohitos (古人) immédiatement après le changement de nom gouverneur de Tōtomi[Quoi ?] doit probablement lui assurer un train de vie suffisant. Sans doute Furohito est-il devenu professeur de Kammu, comme celui-ci n'est pas encore aspirant au trône, ce qui a peut-être aidé à la promotion de la famille. En 797, trois branches du clan ont changé de nom et ont reçu le plus élevé kabane, celui de ason. Au fil du temps, les faïenciers du Haji-be se fondent dans la population rurale.
Les membres de la famille continuent à servir au niveau de deuxième rang comme érudits à l'école de formation Daigaku, professeurs du prince héritier, médecins ou acuponcteurs. Beaucoup sont également poètes. Ce n'est qu’occasionnellement qu'ils occupent de hautes fonctions politiques au sein du conseil d'État, fonctions qui à cette époque sont le plus souvent attribuées aux membres du clan Fujiwara. Contrairement à de nombreuses autres familles nobles, les Sugawara conservent leur position à la cour à travers les siècles, sans doute parce qu'ils sont moins impliqués dans la politique quotidienne.
L'histoire a retenu les noms des membres suivants du clan :
- Sugawara no Kiyotomo (菅原清公 aussi Kiyotada ; 770-842), un fils de Furohito, est d'abord précepteur (tōgū gakushi) du prince héritier. Dans les années 804-805, il mène une délégation en Chine pour apporter un message à l'empereur, délégation dont font partie Tachibana no Hayanari, Kūkai, Saichō et Gishin[3]. Après son retour dans la province d'Owari avec le titre de kokushi, il s'y installe pour mettre en œuvre une réforme du droit pénal sur le modèle chinois (abolition des châtiments corporels). Pendant vingt-trois ans, il est ensuite directeur (daigaku no kami) de l'enseignement qu'il cherche à réformer selon les idéaux chinois. Ses fils sont Yoshinushi et Koreyoshi. Ses écrits, Ryōunshū et Bunka shūreishū nous sont parvenus.
- Sugawara no Yoshinushi (808-852) est nommé au sous-cinquième rang inférieur après avoir passé les examens à l'âge de 23 ans et sert comme gouverneur des provinces d'Ise et d'Echizen.
- Sugawara no Kajinari (菅原梶成) étudie la médecine en Chine de 834 à 838. À partir de 842, il est médecin et acupuncteur de l'empereur.
- Sugawara no Hirosada (菅原廣貞 ; ?-870) est né dans la province de Settsu, son nom d'origine est « Izumo no Muraji Hirosada ». Il est occasionnellement gouverneur de la province de Shimano et fonctionnaire gouvernemental de la province de Tajima. En tant que médecin à la cour, l'empereur lui demande — ainsi qu'à Abe no Ason Manao — de rassembler les collections d'écrits de médecine Daidō ruijū hō. Il s'agit de la première collection de ce genre au Japon. L'ouvrage en 100 volumes est présenté à l'empereur Heizei en 808. L'original a probablement été détruit dans l'incendie de la bibliothèque du palais en 875, mais certains fragments de transcription sont connus. Le lettré confucéen Motoori Norinaga pense que ce sont des faux, mais ses doutes sont démentis par les recherches récentes[4].
- Sugawara no Minetsugu (菅原峯嗣 ; 792-869) est le fils de Izumo Hirosada et, en tant que médecin et acupuncteur, premier médecin de la cour. Il prend sa retraite en 863[5]. Il est le compilateur du manuel médical en 10 volumes Kinrampō qui est aussi détruit par le feu en 875[6].
- Sugawara no Koreyoshi (菅原是善 ; 812-880) occupe la même position que son père Kiyogimi. Il prend une part déterminante à la création des œuvres Nihon Montoku Tennō Jitsuroku (« Chronique du règne de Montoku ») et Tōgū jetsuin. Il est le père de Sugawara no Michizane, poète et homme politique.
- Sugawara no Atsuhige est le cinquième fils de Michizane et professeur (monjō hakase) d'histoire et d'écriture chinoise au Daigaku. Ses poèmes sont inclus dans les recueils Fusōshū et Honchō Monzui.
- Sugawara no Fumitoki (菅原文時 ; 899-981), petit-fils de Michizane, fils de Takatsushi. Poète et professeur au Daigaku, il se prononce pour la promotion de l'enseignement, l'interdiction du luxe et la réforme de l'administration, réforme particulièrement urgente à cette époque en raison de la faiblesse des recettes fiscales. Il adresse en 954 une pétition à la Majesté céleste. Son talent pour écrire de beaux textes est bien connu et des poètes renommés tels que Minamoto no Tanemori le prient de relire leurs poésies.
- Sugawara no Sukeaki (?-982) est un poète de waka, fils de Fumitoki. Ses œuvres sont incluses dans le Ruijū kudai shō, le Honchō Monzui et le Jai-wakashū.
- Sugawara no Sukemasa (菅原輔正 ; 925-1009), fils d'Arimi, est précepteur du prince héritier, le futur empereur En’yū qui règne de 969 à 984. En 950, il est directeur du Daigaku. Tandis qu'il est à la tête du Dazaifu, il fait construire la tour Takōtō. Ses œuvres sont reprises dans le Honchō Reisō et le Chōya Gunsai.
- Sugawara no Takasue est gouverneur des provinces de Kazusa et Hitachi, puis vérificateur à la cour. Sa fille est la poétesse Sugawara no Takasue no Musume (« fille de Sugawara no Takasue » 1008-?), dont le vrai nom est inconnu.
- Sugawara no Arizane est fin connaisseur du droit chinois et vers 1085 juge qui préside.
- Sugawara no Nagamori (菅原長守, aussi Takatsuji no Nagamori) est professeur au Daigaku.
- Sugawara no Tamenaga (菅原爲長 ; 1158-1246), un fils de Nagamori, connu comme poète de waka, à qui est attribué le Jikkin shō. Il est précepteur du futur empereur Tsuchimikado (r. 1210-1236), ainsi que chef du Kageyoshi et du Daigaku. Après avoir occupé divers postes dans plusieurs ministères, il est élevé en 1237 au poste de secrétaire de cabinet au conseil d'État.
- Sugawara no Arikane (菅原有兼 ; 1248-1321) est en tant que précepteur de l'empereur Hanazono, un des derniers grands représentants de l'éducation classique chinoise. L'ivrogne Tadanaga (忠長 ; mort en 1331) lui succède à la tête de la famille[7].

## Consorts
- Sugawara no Nobuko (菅原衍子), fille de Michizane mariée à l'empereur Uda en 869.
- Sugawara no Tsuneko (菅原庸子) une des filles de Sugawara no Tanetsune est l'épouse de l'empereur Reigen (r. 1663-1678) et mère des princes impériaux Inkei-shinnō, Hiroatsu-shinnō, Bunki-joō et Motohide-joō. Elle prend le nom de Hōjuin quand elle devient nonne bouddhiste.
- Sugawara no Hiroko (菅原寛子) est mariée à l'empereur Nakamikado (r. 1710-1735) et mère des princes Hirominchi no Shinnō. Cette fille de Tanemori porte le titre de keikōin.
- Sugawara no Kazuko (菅原和子 ; morte en 1811 dans la trentaine) est une épouse de l'empereur Kōkaku (r. 1780-1817), avec le titre de fushōkōin et mère du prince impérial Morihito-shinnō.

## Lignées latérales
Plusieurs maisons se créent parmi les descendants de Sugawara no Michizane. La branche Owari du clan Maeda par exemple remonte à Michizane.
En 1400, la famille se scinde en quatre lignées distinctes : les Takatsuji, les Gojō, les Higashibōjō et les Karahashi.
- C'est du temps des fils de Sugawara no Tamenaga qu'apparaît la maison Takatsuji (高辻家), dont l'ancêtre Takatsuji Nagashige (高辻長成 ; 1205-1281), atteint véritablement le deuxième rang de chef d'État.

- De la précédente lignée est issue plus tard la maison Higashibōjō (東坊城家).

- Gojō Takanaga (五条高長 ; 1210-1284), un autre fils de Tamenaga, qui en tant que ministre préside le Nori-no-tsukasa (ministère des Fonctionnaires et des Cérémonies), est le fondateur de la lignée de Gojō (五条家)[8]. Les Kiyooka (清岡家) émanent d'une autre subdivision des Gojō. Nobukane Kiyooka, le président du Nishi-Takatsuji, reçoit le titre de baron en 1882.

- La maison Karahashi (唐橋家), enfin, est elle aussi une autre branche des Sugawara.

Toutes ces familles sont affectées par la réforme nobiliaire shihaku de l'ère Meiji. La lignée Yagyū est anoblie par le shōgun Tokugawa Iemitsu. Elle possède avant la restauration de Meiji un fief à son nom (domaine de Yagyū) avec un revenu de 10 000 koku situé dans le village homonyme, {district de Soekami (Nara), un quartier de l'actuelle Nara) dans la province de Yamato.
Sugawara no Michizane et Sugawara no Takasue no Musume portent aussi le nom Sugawara mais ne sont pas représentés à la cour.

## Source de la traduction
- (de) Cet article est partiellement ou en totalité issu de l’article de Wikipédia en allemand intitulé « Sugawara (Klan) » (voir la liste des auteurs).